# 亞歷山大·鮑里索維奇·戈登威澤
亞歷山大·鮑里索維奇·戈登威澤（俄語：Алекса́ндр Бори́сович Гольденве́йзер，1875年10月3日—1961年11月26日）又譯哥登懷瑟、戈利堅韋捷爾，是俄羅斯鋼琴家，教師，作曲家和公眾人物，師從尼古拉·茲韋列夫。